# Augustin Barruel
Abade Augustin Barruel, pelo seu nome de nascimento Augustin de Barruel, (Villeneuve-de-Berg, Ardèche, 2 de outubro de 1741 – Paris, 5 de outubro de 1820) foi um padre jesuíta, jornalista e polemista católico conservador francês, considerado o pai da Antimaçonaria. Ele afirmou que a mão da Maçonaria esteve na origem da Revolução Francesa, em seu livro Mémoires pour servir à l'histoire du Jacobinisme, que apareceu em quatro volumes entre 1797 e 1799. O trabalho foi um grande sucesso e foi traduzido para muitas línguas e reproduzidos várias vezes. Barruel alega que os Illuminati da Baviera, fundado primeiramente em maio de 1776 por Adam Weishaupt teria se infiltrado na Maçonaria para levar a cabo um plano secreto para subverter as monarquias da Europa e a religião cristã (especialmente a Igreja Católica). Em suma, Barruel escreveu que a Revolução Francesa foi planejada e executada pelas sociedades secretas.
Barruel foi um implacável inimigo da Maçonaria. Ele era um escritor prolífico, mas sua reputação se deve, principalmente, ao trabalho denominado "Memórias para servir à História do Jacobinismo: provas de uma conspiração contra todas as religiões e todos os governos da Europa, que existe nas reuniões dos Maçons, Iluminados e de outras Sociedades Secretas", em quatro volumes, publicado na Inglaterra em 1797. Nesse trabalho ele acusa os Maçons de possuírem princípios políticos revolucionários e serem infiéis à religião. Ele procura achar a origem da Instituição Maçonaria, primeiro com os antigos hereges maniqueístas até alcançar as hordas dos templários.
Alec Mellor, escritor maçom, francês, afirma que: "Barruel pode ser considerado como o pai da Antimaçonaria moderna. Aquela que existia antes dele não teve futuro. A sua, ao contrário, foi uma duradora semente de 'ódio', sendo de todos aqueles que escreveram contra a Maçonaria quem mais a prejudicou".
Ele inspirou John Robison, que vinha trabalhando de forma independente em sua própria tese, a ampliar seu livro de 1797 Proofs of a Conspiracy Against all the Religions and Governments of Europe e incluiu algumas citações de Barruel.